# هنری دوم، کنت شامپانی
هنری دوم (به انگلیسی: Henry II, Count of Champagne) یا هنری یکم اورشلیم، یکی از کنت‌های شامپانی از سال ۱۱۸۱ تا ۱۱۹۷ و یکی از فرماندهان نیروهای صلیبی از سال ۱۱۹۲ تا ۱۱۹۷ بود. وی در جریان جنگ صلیبی سوم به همراه ریچارد یکم و فیلیپ دوم شرکت کرد